# Cuthona cocoachroma
Cuthona cocoachroma är en snäckart som beskrevs av Williams och Terrence M. Gosliner 1979. Cuthona cocoachroma ingår i släktet Cuthona och familjen Tergipedidae. Inga underarter finns listade i Catalogue of Life.